# Lou Williams
Louis Tyrone „Lou“ Williams (* 27. Oktober 1986 in Memphis, Tennessee) ist ein US-amerikanischer Basketballspieler. Derzeit ist der Guard ein Free Agent. Zuletzt spielte er in der NBA für die Atlanta Hawks.

## NBA-Karriere

### Philadelphia 76ers (2005–2012)
Nach einer erfolgreichen Zeit an der South Gwinnett High School mit zahlreichen Auszeichnungen entschied sich Williams gegen den Umweg über ein College und meldete sich direkt für die NBA-Draft 2005 an. In diesem wurde er erst an 45. Stelle von den Philadelphia 76ers ausgewählt. In seiner Rookie-Saison erhielt er wenig Einsatzzeit. Er nahm nur an 30 Spielen teil und erzielte dabei im Schnitt 1,9 Punkte.
Auch zum Anfang seiner zweiten NBA-Saison hatte Williams Probleme und wurde ins D-League-Team der Fort Worth Flyers abgeschoben. Nach drei erfolgreichen Spielen kehrte er für den Rest der Saison zu den 76ers zurück und erhielt etwas mehr Einsatzminuten. In der Saison 2007/08 etablierte Williams sich in der Mannschaft. In 80 Spielen erzielte er in durchschnittlich 23,3 Minuten je Begegnung 11,5 Punkte und verteilte 3,2 Assists. Nach der Saison unterschrieb er einen Fünfjahresvertrag zu deutlich verbesserten Bezügen.

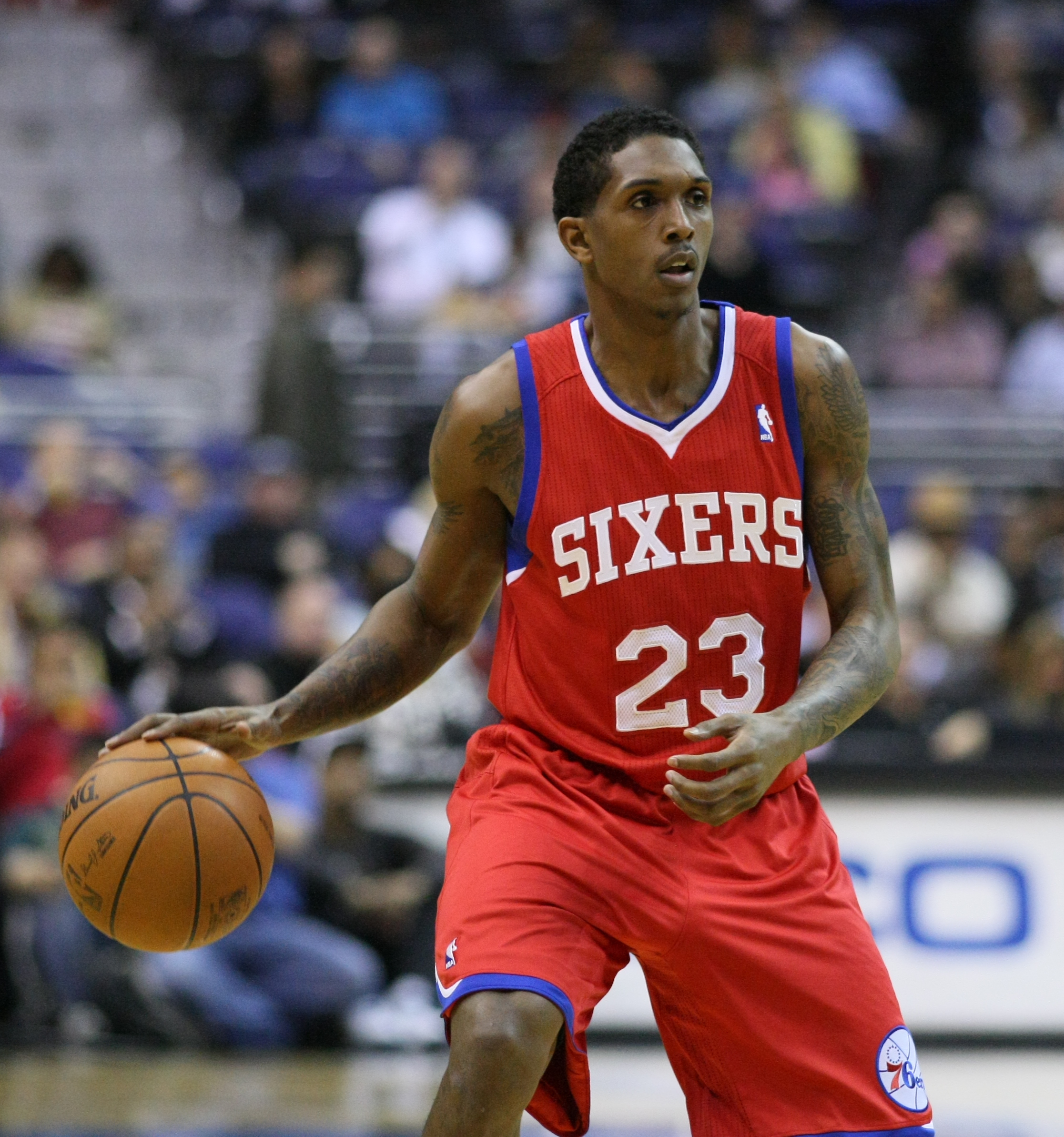
Lou Williams (2010)

In der folgenden Saison verbesserte er seine Werte in geringem Maße weiter. In der Saison 2009/10 stand er erstmals in 38 Spielen in der Startaufstellung. Mit 14 Punkten und 4,2 Assists pro Spiel erreichte er die besten Werte seiner bisherigen NBA-Karriere.
In der Saison 2011/12 blieben die Werte stabil. Die 76ers erreichten nach einem Jahr Pause wieder die Playoffs, scheiterten in der ersten Runde aber an den Miami Heat.

### Atlanta Hawks (2012–2014)
Im Juli 2012 entschied sich Williams nach sieben Jahren in Philadelphia, die 76ers zu verlassen. Er unterschrieb einen Vertrag bei den Atlanta Hawks. In zwei Jahren bei den Hawks war Williams ein wichtiger Bestandteil der Mannschaft und agierte meist als „Sechster Mann“ von der Bank kommend. Allerdings verpasste er aufgrund von Verletzungen viele Spiele.

### Toronto Raptors (2014–2015)
Im Juni 2014 wechselte Lou Williams im Tausch gegen John Salmons zu den Toronto Raptors. Williams absolvierte 80 Saisonspiele und erzielte einen Saisonschnitt von 15,5 Punkte pro Spiel, den besten seiner bisherigen Karriere. Er stand zudem in keinem einzigen Spiel in der Anfangsaufstellung. Für seine Leistungen wurde er am Ende der Saison mit dem NBA Sixth Man of the Year Award, als bester Bankspieler der Saison, ausgezeichnet.

### Los Angeles Lakers (2015–2017)
Im Juli 2015 wurde Lou Williams von den Los Angeles Lakers unter Vertrag genommen. Bei den Lakers hatte Williams aufgrund einiger Verletzungen zunächst Probleme, seine Rolle zu finden, was sich jedoch zur Saison 2016/2017 änderte. Durch den Abgang von Lakers-Legende Kobe Bryant rückte Williams vermehrt in den Mittelpunkte und gehörte in einer Mannschaft mit Leistungsschwankungen zu den besten Spielern.

### Houston Rockets (2017)
Im Februar 2017 gaben ihn die Lakers im Austausch für Corey Brewer und ein Erstrundenauswahlrecht im kommenden Draft an die Houston Rockets ab. Bei den Texanern kam er in den verbleibenden 23 Saisonspielen auf 14,9 Punkte im Schnitt.

### Los Angeles Clippers (2017–2021)
Am 28. Juni 2017 wurde er in einem großangelegten Tausch mit drei weiteren Spielern als Gegenwert für den neunfachen NBA All-Star Chris Paul zu den Los Angeles Clippers transferiert.
Am 10. Januar 2018 erzielte Williams mit 50 Punkten seinen Karrierehöchstwert und verhalf damit den Clippers zu einem 125:106-Sieg gegen die Golden State Warriors, dies war außerdem der erste Sieg der Clippers gegen die Warriors seit 2014. Nachdem Williams in der Saison 2017/18 das beste Jahr seiner Karriere gespielt hatte, in welchem er im Durchschnitt 22,6 Punkte, 5,3 Assists und 2,5 Rebounds pro Spiel erzielte, gewann er den zweiten NBA Sixth Man of the Year Award seiner Karriere.
Am 25. Januar 2019 erzielte Lou Williams in einem 106:101-Sieg gegen die Chicago Bulls mit 31 Punkten, 10 Assists und 10 Rebounds das erste Triple-Double seiner Karriere und wurde nach Detlef Schrempf (1993) der zweite Spieler in NBA-Geschichte, welcher ein Triple-Double von der Bank kommend erreichte und dabei mindestens 30 Punkte verbuchte. Am 11. März 2019 erzielte Williams 34 Punkte und verhalf den Clippers damit zu einem 140:115-Sieg gegen die Boston Celtics und überholte Dell Curry als der Spieler, der als Einwechselspieler die meisten Punkte erreichte. Am Ende der Saison erhielt Lou Williams zum dritten Mal in seiner Karriere den NBA Sixth Man of the Year Award. Williams ist zusammen mit Jamal Crawford der Spieler, dem diese Auszeichnung am häufigsten zuteilwurde.
Am 15. April 2019 erzielte Williams 36 Punkte und 11 Assists und half damit den Clippers, einen 31 Punkte betragenden Rückstand gegen die Golden State Warriors aufzuholen. Einen größeren Rückstand innerhalb eines Spiels hatte in den NBA-Playoffs noch keine Mannschaft aufgeholt. In diesem Spiel wurde zum zweiten Spieler in der Geschichte der NBA Playoffs, welcher von der Bank kommend mindestens 30 Punkte und 10 Assists oder mehr erzielte.
In der Saison 2019/20 schaffte Williams es fast erneut, zum besten Bankspieler des Jahres gekrönt zu werden, letztlich erhielt aber sein Mannschaftskamerad Montrezl Harrell die Auszeichnung.

### Atlanta Hawks (2021–2022)
Am 25. März 2021 wurde Williams nach knapp vier Jahren bei den Clippers zu den Atlanta Hawks getauscht. Eigenen Aussagen zufolge erwog Williams, seine Laufbahn zu beenden, als er von diesem Transfer erfuhr, entschied sich schlussendlich aber dafür, seine Karriere fortzuführen.

## Erfolge
- Lou Williams ist der erste Spieler, dem es mit den Toronto Raptors gelang, den Sixth Man Award (Saison 2014/15) als bester Bankspieler der Saison zu gewinnen.

- In der Saison 2017/18 errang er diese Auszeichnung bei den Los Angeles Clippers zum zweiten Mal.[16]

- In der Saison 2018/19 erhielt er diese Auszeichnung abermals und wurde nach Jamal Crawford der erst zweite Spieler, der diese zum dritten Mal gewann.

- Er ist neben Detlef Schrempf der einzige NBA-Spieler, dem von der Bank kommend ein Triple-Double mit mindestens 30 Punkten gelang.[17]

## Karriere-Statistiken

### NBA

#### Reguläre Saison
| Saison  | Team                    | GP   | GS  | MPG  | FG % | 3P % | FT % | RPG | APG | SPG | BPG | PPG  |
| ------- | ----------------------- | ---- | --- | ---- | ---- | ---- | ---- | --- | --- | --- | --- | ---- |
| 2005–06 | Philadelphia            | 30   | 0   | 4.8  | .442 | .222 | .615 | 0.6 | 0.3 | 0.2 | 0.0 | 1.9  |
| 2006–07 | Philadelphia            | 61   | 0   | 11.3 | .441 | .324 | .696 | 1.1 | 1.8 | 0.4 | 0.0 | 4.3  |
| 2007–08 | Philadelphia            | 80   | 0   | 23.3 | .424 | .359 | .783 | 2.1 | 3.2 | 1.0 | 0.2 | 11.5 |
| 2008–09 | Philadelphia            | 81   | 0   | 23.7 | .398 | .286 | .790 | 2.0 | 3.0 | 1.0 | 0.2 | 12.8 |
| 2009–10 | Philadelphia            | 64   | 38  | 29.9 | .470 | .340 | .824 | 2.9 | 4.2 | 1.3 | 0.2 | 14.0 |
| 2010–11 | Philadelphia            | 75   | 0   | 23.3 | .406 | .348 | .823 | 2.0 | 3.4 | 0.6 | 0.2 | 13.7 |
| 2011–12 | Philadelphia            | 64   | 0   | 26.3 | .407 | .362 | .812 | 2.4 | 3.5 | 0.8 | 0.3 | 14.9 |
| 2012–13 | Atlanta                 | 39   | 9   | 28.7 | .422 | .367 | .868 | 2.1 | 3.6 | 1.1 | 0.3 | 14.1 |
| 2013–14 | Atlanta                 | 60   | 7   | 24.1 | .400 | .342 | .849 | 2.1 | 3.5 | 0.8 | 0.1 | 10.4 |
| 2014–15 | Toronto                 | 80   | 0   | 25.2 | .404 | .340 | .861 | 1.9 | 2.1 | 1.1 | 0.1 | 15.5 |
| 2015–16 | L.A. Lakers             | 67   | 35  | 28.5 | .408 | .344 | .830 | 2.5 | 2.5 | 0.9 | 0.3 | 15.3 |
| 2016–17 | L.A. Lakers / Houston   | 81   | 1   | 24.6 | .429 | .365 | .880 | 2.5 | 3.0 | 1.0 | 0.2 | 17.5 |
| 2017–18 | L.A. Clippers           | 79   | 19  | 32.8 | .435 | .359 | .880 | 2.5 | 5.3 | 1.1 | 0.2 | 22.6 |
| 2018–19 | L.A. Clippers           | 75   | 1   | 26.6 | .425 | .361 | .876 | 3.0 | 5.4 | 0.8 | 0.1 | 20.0 |
| 2019–20 | L.A. Clippers           | 65   | 8   | 28.7 | .418 | .352 | .861 | 3.1 | 5.6 | 0.7 | 0.2 | 18.2 |
| 2020–21 | L.A. Clippers / Atlanta | 66   | 4   | 21.6 | .410 | .399 | .867 | 2.1 | 3.4 | 0.7 | 0.1 | 11.3 |
| 2021–22 | Atlanta                 | 56   | 0   | 14.3 | .391 | .363 | .859 | 1.6 | 1.9 | 0.5 | 0.1 | 6.3  |
| Gesamt  | Gesamt                  | 1123 | 122 | 24.1 | .419 | .351 | .842 | 2.2 | 3.4 | 0.8 | 0.2 | 13.9 |

#### Play-offs
| Saison  | Team          | GP | GS | MPG  | FG % | 3P % | FT % | RPG | APG | SPG | BPG | PPG  |
| ------- | ------------- | -- | -- | ---- | ---- | ---- | ---- | --- | --- | --- | --- | ---- |
| 2007–08 | Philadelphia  | 6  | 0  | 22.5 | .400 | .222 | .733 | 2.0 | 2.0 | 1.0 | 0.0 | 12.0 |
| 2008–09 | Philadelphia  | 6  | 0  | 24.8 | .412 | .375 | .667 | 2.5 | 2.8 | 0.5 | 0.2 | 9.7  |
| 2010–11 | Philadelphia  | 5  | 0  | 26.0 | .327 | .300 | .737 | 1.6 | 3.0 | 1.0 | 0.0 | 10.8 |
| 2011–12 | Philadelphia  | 13 | 0  | 27.5 | .352 | .167 | .788 | 2.1 | 3.0 | 1.0 | 0.0 | 11.5 |
| 2013–14 | Atlanta       | 7  | 0  | 19.0 | .380 | .313 | .938 | 2.3 | 1.1 | 1.0 | 0.1 | 8.3  |
| 2014–15 | Toronto       | 4  | 0  | 25.5 | .314 | .190 | .833 | 1.8 | 1.3 | 1.5 | 0.0 | 12.8 |
| 2016–17 | Houston       | 11 | 0  | 24.7 | .424 | .308 | .897 | 2.7 | 1.3 | 0.6 | 0.1 | 12.5 |
| 2018–19 | L.A. Clippers | 6  | 0  | 29.3 | .433 | .333 | .829 | 2.8 | 7.7 | 0.8 | 0.2 | 21.7 |
| 2019–20 | L.A. Clippers | 13 | 0  | 26.2 | .425 | .235 | .811 | 3.2 | 4.2 | 0.8 | 0.2 | 12.8 |
| 2020–21 | Atlanta       | 18 | 2  | 15.4 | .455 | .433 | .963 | 1.4 | 2.2 | 0.7 | 0.1 | 7.7  |
| Gesamt  | Gesamt        | 89 | 2  | 23.3 | .400 | .276 | .820 | 2.2 | 2.8 | 0.8 | 0.1 | 11.4 |